# Antonio García y Bellido
Antonio García y Bellido (Villanueva de los Infantes, Ciudad Real, 10 de febrero de 1903-Madrid, 26 de septiembre de 1972) fue un arqueólogo español e historiador del arte, así como miembro de la Real Academia de la Historia. Realizó investigaciones en algunos de los más importantes yacimientos de la península ibérica.

## Formación
Estudió Filosofía y Letras en Madrid, donde tuvo como maestros, entre otros, a José Ramón Mélida, Manuel Gómez-Moreno, Hugo Obermaier y Elías Tormo, que dirigió su tesis doctoral sobre los Churriguera y que fue su mentor para el ingreso en la Real Academia de la Historia.
Esta formación inicial en Historia del Arte tuvo su importancia metodológica para posteriores trabajos sobre el urbanismo y la arquitectura del mundo antiguo, la cerámica griega o la escultura romana.
Obtiene la cátedra de Arqueología Clásica en la Universidad de Madrid en 1931, y tras la Guerra Civil emprende el estudio de dos nuevos campos de investigación: la colonización griega, fenicia y púnica en Occidente, y la arqueología de los pueblos prerromanos del Norte peninsular, en este caso participando en las excavaciones que Juan Uría Ríu, de la Universidad de Oviedo, había promovido en el Castro de Coaña, promoviendo una serie de interpretaciones en clave celtista en referencia a los pueblos prerromanos de la península ibérica, muy en la línea ideológica que imperaba entonces en la España de postguerra. 
En 1933 participó, junto al filósofo Manuel García Morente, en la expedición que, a bordo del Ciudad de Cádiz recorrió durante 48 días los principales yacimientos arqueológicos del Mediterráneo.
Fundó en 1940 la revista Archivo Español de Arqueología, pionera en España en la materia, junto con Augusto Fernández de Avilés, que se convertiría en su colaborador habitual.

## Investigación
Realizó más de medio centenar de investigaciones arqueológicas para el Servicio Nacional de Excavaciones Arqueológicas, del que fue director, centrando su trabajo sobre todo en el norte y noroeste del país, con atención primordial para zonas de Asturias, Cantabria, Palencia y León, donde estudió vestigios celtas y romanos. 
A García y Bellido se deben las campañas arqueológicas del Castro de Pendia y de Coaña en Asturias, Julióbriga y Monte Ornedo en Cantabria, Pisoraca y las Fuentes Tamáricas en Palencia, Legio VII Gemina en León, el Castro de Fazouro, en Lugo, el de A Lanzada en Pontevedra y Baelo Claudia en Cádiz.
Además llevó a cabo estudios de los yacimientos arqueológicos de Córdoba, Augusta Emerita, Ilici, Segóbriga, Tarraco y Valentia.
También llevó a cabo traducciones de textos históricos de Estrabón y Plinio el Viejo, además de un importante estudio sobre las guerras cántabras. Publicó más de 40 libros y unos 400 artículos.

## Obras principales
- España y los españoles hace 2000 años, según la Geografía de Strábon (1945)
- Hispania Graeca (3 vols., 1948)
- Arte romano (1955)
- Las religiones orientales en la España romana (1967)
- Veinticinco estampas de la España Antigua (1967)